# Marika Steinhauff
Marika Steinhauff (Berlín, 4 de febrero de 1989) es una jugadora de voleibol y voleibol de playa alemana.

## Carrera

### Carrera en voleibol de salón
En su juventud, Steinhauff inicialmente jugó voleibol de interior en el club de voleibol local de Marzahn. En 2001 se trasladó al VC 68 de Eichwalde, con el que ganó el campeonato juvenil de Alemania D en 2002, el campeonato juvenil de Alemania C en 2004 y el campeonato juvenil de Alemania B en 2006 (ahora como Berlin Brandenburger Sportclub). Steinhauff también ganó el campeonato mundial escolar en 2006 con el Coubertin-Gymnasium Berlin. Al mismo tiempo, jugó con la selección nacional juvenil del VC Olympia Berlin hasta 2007 en la Bundesliga. De 2009 a 2011, Steinhauff estuvo activo en el club de segunda división SG Rotation Prenzlauer Berg de Berlín.

### Carrera en voleibol de playa

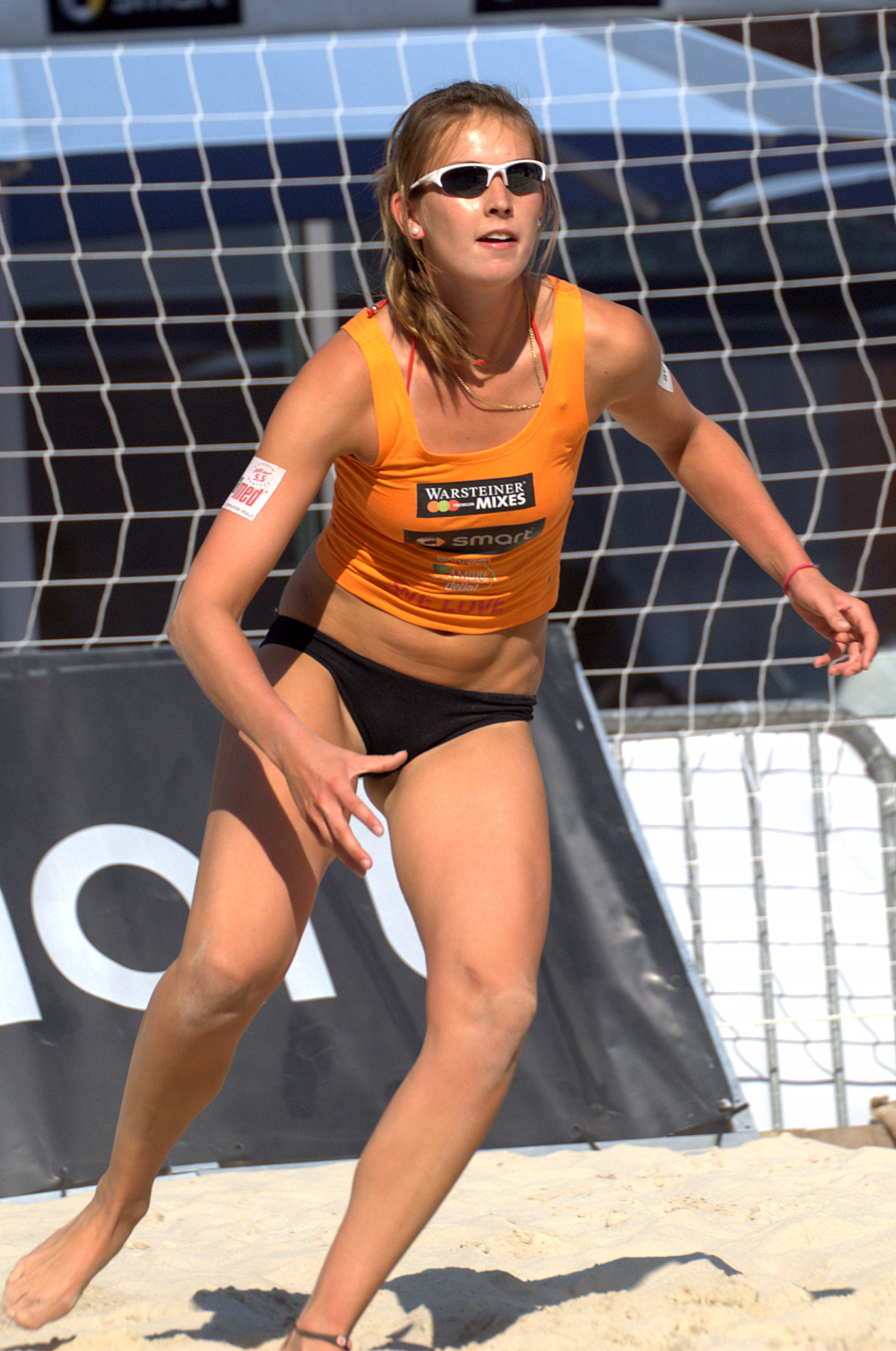
Steinhauff en Bonn en 2008.

Steinhauff también ha jugado voleibol de playa desde 2004. Con Saskia Hippe, terminó novena en el Campeonato de Europa Sub-18 de 2006 en Bratislava, Eslovaquia. En 2007 Anja Günther fue su pareja. El dúo Steinhauff/Günther comenzó en el Smart Beach Tour nacional y terminó noveno en el Campeonato Alemán en Timmendorfer Strand. Con Victoria Bieneck, Steinhauff se convirtió en subcampeona de Alemania Sub-20 en Bocholt en 2007, y ganaron una medalla de bronce en 2010. De 2008 a 2010, Bieneck/Steinhauff jugaron en el Smart Beach Tour y obtuvieron algunas de las mejores clasificaciones. En 2009 también participó en el campeonato alemán y terminó quinta en el Campeonato Mundial Sub-21 en Blackpool, Inglaterra. También terminaron quintas un año después en el Campeonato de Europa Sub-23 en la isla griega de Cos. En 2010, Steinhauff hizo su única aparición en el Circuito Mundial de Voleibol de Playa junto a Katharina Schillerwein en Kristiansand, Noruega. En 2011, Jenny Heinemann fue socia de Steinhauff, con quien siempre se ubicó entre los diez primeros en el Smart Beach Tour y, por lo tanto, también se clasificó para el campeonato alemán. Después de un descanso de dos años, Steinhauff tocó con Alicja Leszczyńska en 2014, y con Kristina Schlechter en 2015.